# Atelaphycus eriococci
Atelaphycus eriococci är en stekelart som beskrevs av Blanchard 1940. Atelaphycus eriococci ingår i släktet Atelaphycus och familjen sköldlussteklar. Inga underarter finns listade.